# Ussuriana stygiana
Ussuriana stygiana är en fjärilsart som beskrevs av Butler 1881. Ussuriana stygiana ingår i släktet Ussuriana och familjen juvelvingar. Inga underarter finns listade i Catalogue of Life.